# Coniopteryx (Coniopteryx) parrasi
Coniopteryx (Coniopteryx) parrasi is een insect uit de familie van de dwerggaasvliegen (Coniopterygidae), die tot de orde netvleugeligen (Neuroptera) behoort. 
Coniopteryx (Coniopteryx) parrasi is voor het eerst wetenschappelijk beschreven door Monserrat in 1998.